# Прикосновение (альбом)
«Прикосновение» — первый студийный альбом украинской группы Flëur. Записан в Одессе в апреле — декабре 2001 года и издан в 2002 году.
Также был издан во Франции на лейбле Prikosnovenie под заголовком «Prikosnovenie». Эта версия отличается другим сведением и переведённым на английский трек-листом.

## Список композиций

### Украинское и русское издания
| №   | Название                          | Длительность |
| --- | --------------------------------- | ------------ |
| 1.  | «Интро»                           | 0:35         |
| 2.  | «Синие тени»                      | 4:36         |
| 3.  | «На обратной стороне луны»        | 3:38         |
| 4.  | «Укол»                            | 4:12         |
| 5.  | «Это всё для тебя, танцующий Бог» | 5:35         |
| 6.  | «Печальный клоун»                 | 4:05         |
| 7.  | «Карусель»                        | 6:31         |
| 8.  | «На мягких лапах»                 | 3:46         |
| 9.  | «Колыбельная для Солнца»          | 4:56         |
| 10. | «Сердце»                          | 4:11         |
| 11. | «Золотые воды Ганга»              | 5:51         |
| 12. | «Уходи, Февраль!»                 | 3:50         |
| 13. | «Как всё уходит»                  | 4:44         |

### Французское издание
| №   | Название                       | Длительность |
| --- | ------------------------------ | ------------ |
| 1.  | «Intro»                        | 0:35         |
| 2.  | «Blue Shades»                  | 4:36         |
| 3.  | «On the Dark Side of the Moon» | 3:38         |
| 4.  | «Injection»                    | 4:12         |
| 5.  | «Dancing God»                  | 5:35         |
| 6.  | «A Sad Clown»                  | 4:05         |
| 7.  | «Carrousel»                    | 6:31         |
| 8.  | «By the Soft Paws»             | 3:46         |
| 9.  | «Lullaby for the Sun»          | 4:56         |
| 10. | «The Heart»                    | 4:11         |
| 11. | «Golden Waters of Gang»        | 5:51         |
| 12. | «February»                     | 3:50         |
| 13. | «Fadeaway»                     | 4:44         |

Длительность звучания: 56:13

## Музыка и слова
- Ольга Пулатова — 2 4 6 8 10 12
- Елена Войнаровская — 3 5 7 9 11 13

## Дополнительная информация
- Интро альбома является отрывком из более ранней композиции Flёur «Tristesses de la Lune», в оригинале которой музыкант группы А.Козмиди зачитывает одноимённое стихотворение великого французского поэта Шарля Бодлера из цикла «Цветы зла».
- В проигрыше песни «Сердце» звучат три голоса: два мужских и один женский. Женский (изменённый голос Ольги Пулатовой) зачитывает отрывок из рассказа Бориса Виана «Золотое сердце». Один мужской зачитывает текст из медицинской энциклопедии 1905 года, о работе сердца. Второй мужской голос (А. Чередниченко, звукорежиссёр альбома) произносит слова «Скальпель! Зажим!».

## Музыканты, участвовавшие в записи
- Ольга Пулатова — фортепиано/вокал
- Елена Войнаровская — гитара/вокал
- Юлия Земляная — флейта
- Екатерина Сербина — виолончель
- Алексей Ткачевский — ударные
- Виталий Дидык — контрабас
- Алексей Козмиди — электрогитара 1, 2, 5
- Александр Куценко — диджериду, горловое пение 11